# Спальня для дівчат
«Спальня для дівчат» (англ. Girls` Dormitory) — американська мелодрама режисера Ірвінга Каммінгса 1936 року.

## Сюжет
Коли настирливий вчитель у дівчаток, після закінчення школи знаходить любовний лист від невідомого чоловіка до однієї зі студенток, виникає великий скандал.

## У ролях
- Герберт Маршалл — доктор Стівен Домінік
- Рут Чаттертон — професор Анна Мате
- Сімона Сімон — Марі Клодель
- Констанс Кольєр — професор Августа Віммер
- Дж. Едвард Бромберг — доктор Шпіндлер
- Діксі Данбар — Луїза
- Джон Кволен — Тоні
- Ширлі Дін — Фрітзі
- Тайрон Пауер — граф Валейс
- Френк Рейгер — доктор Гофенрайх
- Джордж Гесселл — доктор Вілфінжер
- Лінн Барклей — Дора
- Джун Сторі — Грета